# Jan Hoffmann (politicus)
Joan Marie (Jan) Hoffmann (Soerabaja, 28 april 1934 – Maarssen, 16 juni 2012) was een Nederlands politicus van de VVD.
Hij werd geboren in het toenmalige Nederlands-Indië, maar kort daarop keerde het gezin terug naar Nederland. Nadat hij bij de marine zijn dienstplicht vervuld had, trad hij in dienst bij de KLM waar hij als vluchtafhandelingsmedewerker eerst op Schiphol en later in New York werkte. Daarna keerde hij terug naar Schiphol, waar hij bij de KLM als bedrijfsredacteur en organisatiedeskundige werkzaam was. Vervolgens maakte hij de overstap naar het planbureau voor de luchtverkeersbeveiliging van de Rijksluchtvaartdienst (RLD). Daarnaast was hij betrokken bij de lokale politiek. Zo was hij vanaf 1970 gemeenteraadslid in Haarlemmermeer, waar hij vanaf 1974 ook wethouder was. Op 1 januari 1980 werd Hoffmann burgemeester van de toen gevormde fusiegemeente Westvoorne en in augustus 1988 volgde zijn benoeming tot burgemeester van Noordwijk. Omdat hij vanwege gezondheidsproblemen zijn functie niet meer kon uitoefenen, werd Hans van der Sluijs in september 1990 benoemd tot waarnemend burgemeester van Noordwijk. Eind 1991 werd Hoffmann ontslag verleend, waarop Van der Sluijs burgemeester werd. Hoffmann overleed midden 2012 op 78-jarige leeftijd.